# Затока Згоди

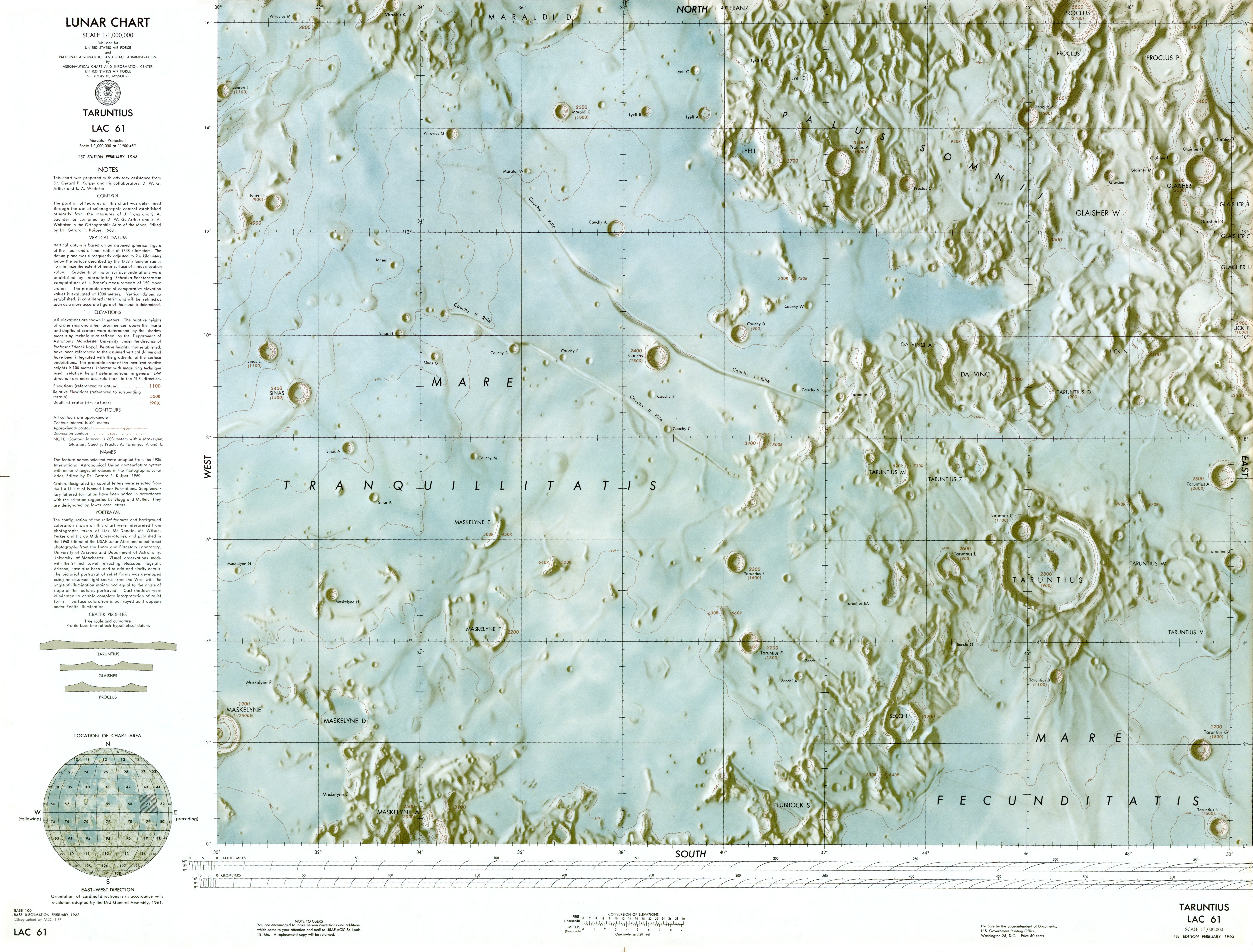
Карта регіону (1963)

Затока Згоди (лат. Sinus Concordiae) — невелика морська ділянка на Місяці, на сході Моря Спокою. Довжина — біля 160 км, координати центра — 11°00′ пн. ш. 42°30′ сх. д. / 11.0° пн. ш. 42.5° сх. д..
Сучасна назва цієї затоки з'явилася на карті, виданій 1974 року Військовим картографічним агентством США для НАСА, і 1976 року була затверджена Міжнародним астрономічним союзом. В давнину ця затока мала іншу назву: 1647 року Ян Гевелій назвав її Sinus Caucasius.
На заході Затока Згоди зливається з Морем Спокою, а на півночі межує з Болотом Сну. Дещо західніше її гирла в морі лежить яскравий молодий 12-кілометровий кратер Коші (Cauchy), від якого отримали назву деякі сусідні об'єкти: борозна Коші (Rima Cauchy), уступ Коші (Rupes Cauchy) та 10 дрібних кратерів. Кілька з них — Коші D, Коші U, Коші V та Коші W — знаходяться в самій затоці; це єдині її найменовані кратери станом на 2015 рік. В материковій місцевості на берегах затоки лежать сильно зруйновіні кратери Лаєлл, Прокл G, Да Вінчі та Да Вінчі A; перший з них залитий лавою. Крім того, в затоці над її лавовим покривом височіють рештки валу кількох безіменних залитих кратерів. Подекуди її перетинають невеликі гряди.
Поверхня Затоки Згоди лежить на 0,9–1,3 км нижче за місячний рівень відліку висот. В напрямку межі з морем висота поверхні дещо збільшується.
Вік лавового покриву Затоки Згоди та прилеглої ділянки Моря Спокою за концентрацією кратерів оцінюють у 3,5–3,6 млрд років (пізньоімбрійська епоха), що близьке до середнього значення для цього моря.

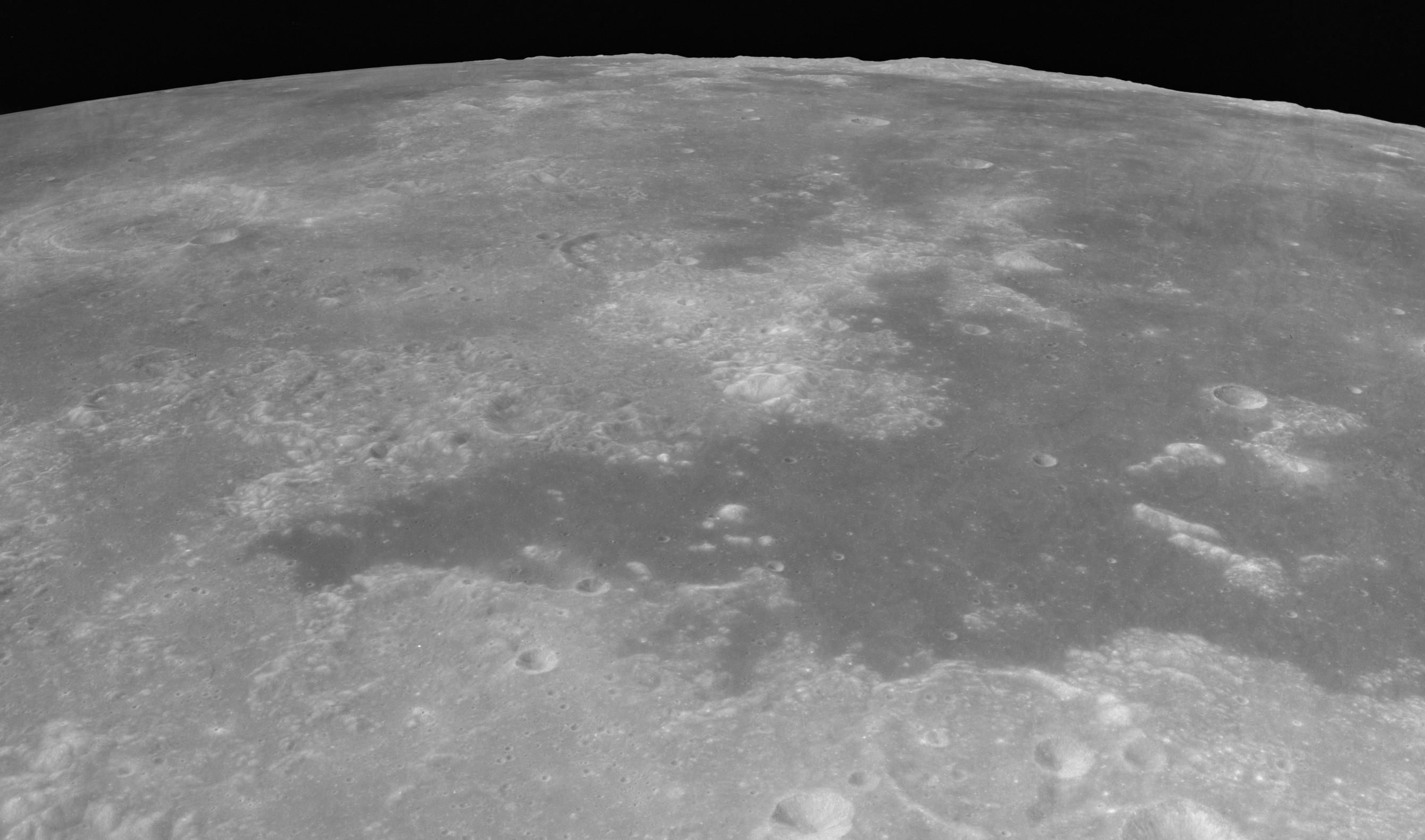
Затока Згоди, погляд із півночі
(знімок «Аполлона-17», 1972)